# Кочнов, Николай Иванович
Николай Иванович Кочнов — советский государственный хозяйственный и политический деятель.

## Биография
Родился в 1899 году в деревне Слащёво. Член КПСС.
С 1919 года — на хозяйственной, общественной и политической работе. В 1919—1972 гг. — участник Гражданской войны, организатор промышленного производства в Москве, заместитель наркома общего машиностроения СССР, заместитель народного комиссара минометного вооружения СССР, заместитель министра машиностроения и приборостроения СССР, председатель Орловского совнархоза.
Делегат XXI и XXII съезда КПСС.
Лауреат двух Государственных премий СССР.
Н. И. Кочнов принимал непосредственное участие в организации производства ракетно-артиллерийских установок «Катюша» на московском заводе «Компрессор» летом 1941 г. Решение о серийном изготовлении этого грозного оружия было принято советским правительством за день до войны, 21 июня 1941 г. Массовый выпуск был налажен буквально за месяц, а уже в сентябре 1941 года на фронт было отправлено 9 полков «Катюш» БМ-13 (324 установки). Н. И. Кочнов также курировал аналогичное производство на челябинском заводе дорожных машин им. Колющенко.
Жена — Анна Васильевна Кочнова (1898 г.р.). Дети — Серафима (1922 г.р.), Сергей (1923 г.р.) и Нина (1928 г.р.).
Умер в Москве в 1979 году.